# Sofievka (Severînivka), Sumî
Sofievka (în ucraineană Софієвка) este un sat în comuna Severînivka din raionul Sumî, regiunea Sumî, Ucraina.

## Demografie
Componența lingvistică a localității Sofievka
     Ucraineană (97,09%)
     Rusă (2,91%)
Conform recensământului din 2001, majoritatea populației localității Sofievka era vorbitoare de ucraineană (97,09%), existând în minoritate și vorbitori de rusă (2,91%).